# Good Morning (chanson)
Pour les articles homonymes, voir Good morning (homonymie).
Good Morning est une chanson écrite par Arthur Freed et composée par Nacio Herb Brown en 1939 pour le film Place au rythme, où elle est interprétée par Judy Garland et Mickey Rooney.

## Reprises
La chanson est surtout connue pour sa reprise par Debbie Reynolds, Gene Kelly et Donald O'Connor dans le film de 1952 Chantons sous la pluie.

## Classement
En 2004, la chanson a été classée 72e au classement AFI's 100 Years... 100 Songs des plus grandes chansons du cinéma américain.